# Mario Spezi

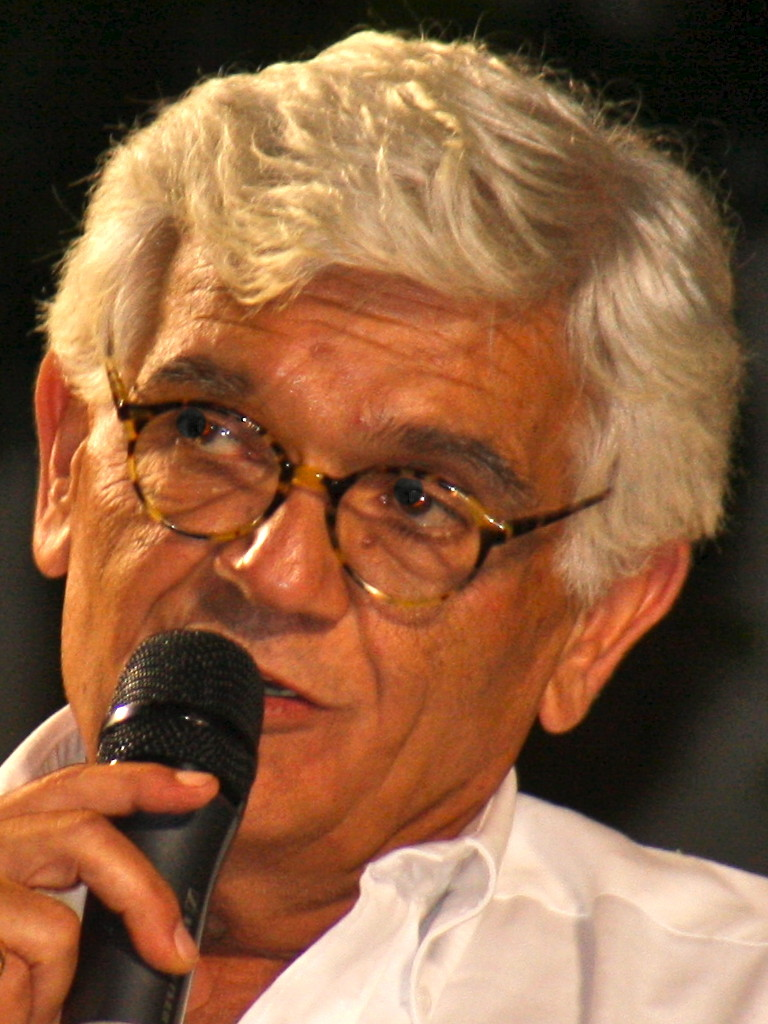
Mario Spezi (2010)

Mario Spezi (* 30. Juli 1945 in Sant’Angelo in Vado; † 9. September 2016 in Florenz) war ein italienischer Journalist und Autor. Internationale Bekanntheit erlangte Spezi als investigativer Journalist durch seine Nachforschungen zu Kriminalfällen, unter anderem über einen oder mehrere Serienmörder, genannt Monster von Florenz, und zum Mord an Meredith Kercher.

## Leben
Nach seinem journalistischen Debüt bei der Paese Sera und der Nazione Sera wechselte Spezi 1975 zur florentinischen Tageszeitung La Nazione, wo er als Polizeireporter und Redakteur der Kulturseiten arbeitete. 
Er verbrachte die meiste Zeit seiner Karriere mit der Untersuchung einer Mordserie, die zwischen 1968 und 1985 die Provinz Florenz erschütterte. Der oder die Täter wurden von den italienischen Medien als Mostro di Firenze (deutsch: Monster von Florenz) bezeichnet.
Am 7. April 2006 wurde Spezi im Auftrag der Staatsanwaltschaft von Perugia verhaftet. Die Ermittler hatten sich inzwischen auf einen Täter festgelegt: Pietro Pacciani. Nachdem der Verdacht gegen Pacciani zunehmend unhaltbar geworden war, sponn die Justiz eine wirre Verschwörungstheorie um Pacciani und zwei Komplizen, die sozusagen als „kollektives Monster“ im Auftrag eines Satanskults einflussreicher Hintermänner mordete. Spezi, der für derlei Thesen nur Hohn und Spott übrig hatte, an der naheliegenden These eines einzelnen Serienmörders festhielt und in seinen Recherchen der Spur der Waffe folgte, gab die Ermittler damit wiederholt der Lächerlichkeit preis. Daraufhin wurden ihm Irreführung, Verleumdung, Beihilfe zum Mord an Francesco Narducci (einem der angeblichen „einflussreichen Hintermänner“) und Behinderung der Justiz in Bezug auf die Ermittlungen im Fall Monster von Florenz vorgeworfen. Internationale Journalistenverbände protestierten und äußerten sich besorgt über diese Ereignisse. Spezi verbrachte 23 Tage im Gefängnis, bis der Oberste Kassationsgerichtshof ihn in allen Punkten freisprach. Die Zeit seiner Inhaftierung beschrieb Spezi in seinem Buch Inviato in galera.
In Zusammenarbeit mit dem US-amerikanischen Autor Douglas Preston schrieb er Die Bestie von Florenz (italienisch: Dolci colline di sangue). Das Buch, das in den USA unter dem Titel The Monster of Florence im Jahr 2008 erschien, erreichte den dritten Platz in der Bestsellerliste der New York Times und wurde bis zum Jahr 2016 in 22 weitere Sprachen übersetzt. 
Von Spezi stammt die Vorlage für das Drehbuch zum Film Night Ripper – Das Monster von Florenz (Il mostro di Firenze), gedreht im Jahr 1986 von Regisseur Cesare Ferrario.
Mario Spezi war verheiratet und hatte eine Tochter.

## Werke

### Zusammen mit Douglas Preston
- Die Bestie von Florenz, 2008
- Der Engel mit den Eisaugen, 2013

### Italienische Bücher
- Il mostro di Firenze, Sonzogno, 1983
- Il mito nero di Firenze, in collaborazione con Nahoko Kametsu (nome d’arte di Natsu Shimamura), Tokio, Shincho Sha, 1996
- Il violinista verde, Marco Tropea Editore, Milano, 1996, ISBN 88-438-0046-9
- Il passo dell’orco, Hobby & Work, Milano, 2003, ISBN 978-88-7133-756-2
- Le sette di Satana – Cronache dall’Inferno, Sonzogno, 2004, ISBN 978-88-454-1203-5
- Inviato in galera, Aliberti, Reggio Emilia, 2007, ISBN 88-7424-234-4
- Undici delitti in attesa di verità, Mursia, 2008, ISBN 88-425-3848-5
- Delitti raccontati due volte, Laurum, 2008, ISBN 88-87346-58-5
- Un'indagine estrema del commissario Lupo Belacqua, Barbera, 2009, ISBN 88-7899-268-2
- La moneta del potere ha sempre tre facce, Barbera, 2011
- Nel buio di una notte di luglio – La misteriosa storia della Circe della Versilia, Mondadori, 2012
- La strega di Perugia, con Douglas Preston, online, sempre sul caso di Amanda Knox, 2011, E-Book e PDF, autopubblicato

### Drehbuchvorlage
- Night Ripper – Das Monster von Florenz, Regie: Cesare Ferrario (1986)